# Голгота (ТВ филм)
„Голгота” је југословенски ТВ филм из 1973. године. Режирао га је Марио Фанели који је, по делу Мирослава Крлеже, написао и сценарио.

## Улоге
| Глумац         | Улога |
| -------------- | ----- |
| Марија Алексић |       |
| Шпиро Губерина |       |
| Перо Квргић    |       |
| Драго Митровић |       |
| Младен Шермент |       |